# Reticelle Auer

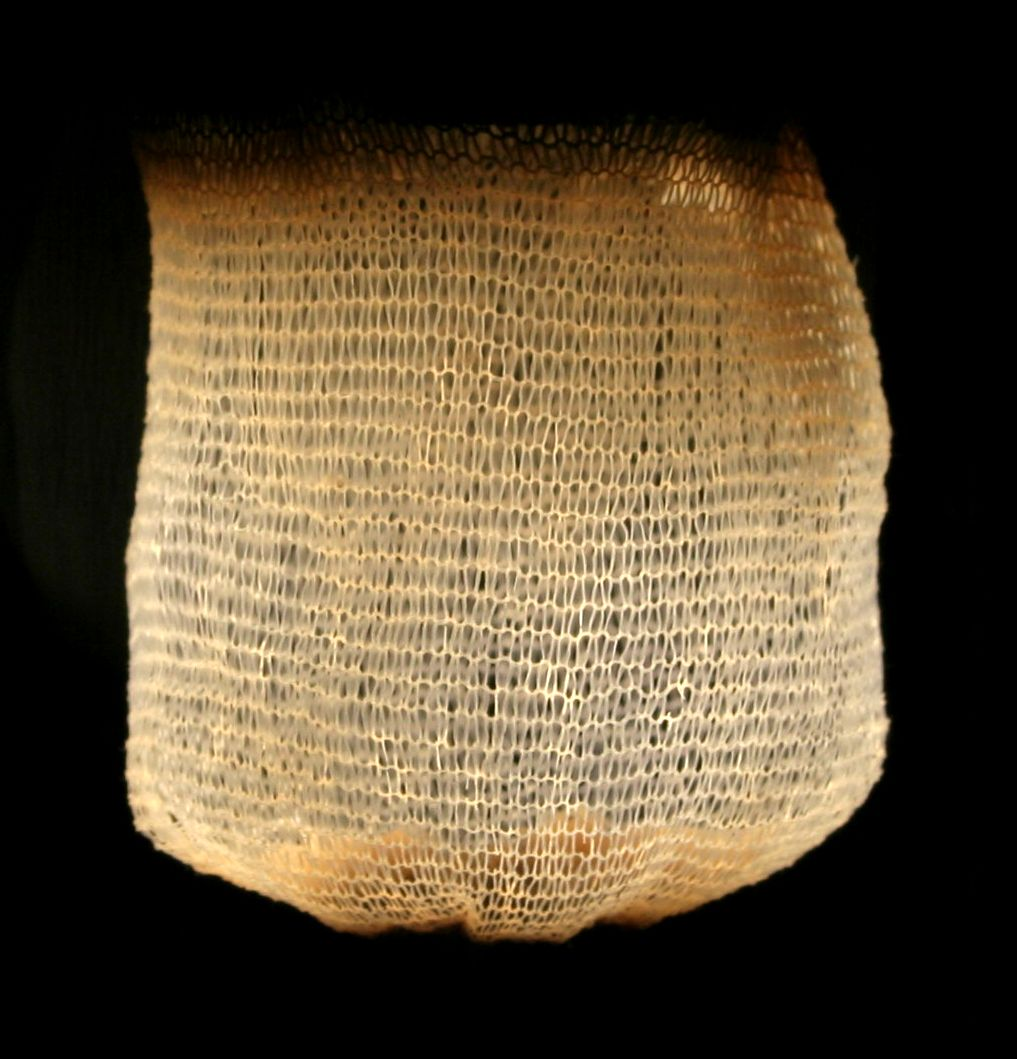
Reticella di Auer

Le reticelle Auer brevettate nel 1885 e riviste nel 1891 erano composte dal 99% da ThO2 e 1% di CeO2, che catalizza la combustione del gas e si scalda ad alte temperature a causa della scarsa conducibilità del torio diventando molto luminoso. All'inizio furono largamente usate per aumentare la luminosità delle fiamme a gas per l'illuminazione domestica.

## Produzione
Le reticelle erano prodotte bruciando un tessuto di cotone o seta artificiale imbevuto di una soluzione acquosa di nitrati metallici. La fiamma trasformava i nitrati in ossidi.

## Oggi
Oggigiorno lo stesso principio è utilizzato nelle lampade a gas portatili, come ad esempio le normali lanterne da campeggio. La calza di torio è stata però con il tempo sostituita con materiali meno pericolosi a causa della loro radioattività, quali l'ittrio o talvolta lo zirconio.